# AKB48 ステージファイター
『AKB48ステージファイター』は、GREEで配信されていたソーシャルゲーム。2018年12月19日をもってサービス終了。

## 概要
「AKB48」のセンターポジション争奪をモチーフとしたカードバトル型のソーシャルゲーム。20XX年の荒廃した世界を舞台に、時空の歪みで飛ばされたAKB48のメンバーが、「拳」でセンターを勝ち獲るストーリー。AKB48の中から推しメンを設定し、「ミッション」や「バトル」を通じて、センターオーラを集め、推しメンをセンターに育てあげる。
2016年までに「センター争奪バトルイベント」が6回開催されている。
またAKB48と連動した「イベント」を開催することが多く、シングルCDが発売した際にはミュージック・ビデオ内の衣装カードが登場する。
2018年12月19日をもってサービス終了。

## ステージファイター選抜
同じ推しメン同士のユーザーでチームを結成し、センター争奪バトルイベント期間中にセンターオーラを多く集めた総数で順位を争う。イベントランキングで1位になったチームの推しメンが、AKB48ステージファイターのセンターとなり、ランキング上位8チームの推しメンは、ステージファイター選抜として新テレビCMの出演権を獲得し、上位8名の限定カードが配信される。第1回から第3回まで大島優子が3連覇を果たしている。
また、第4回から上位16名は「AKB48劇場」で開催される「AKB48ステージファイター特別劇場公演」に出演している。

### 第1回センター争奪バトルイベント
AKB48の楽曲「君のために僕は…」選抜メンバー
| 順位     | 1位      | 2位      | 3位      | 4位      | 5位      | 6位      | 7位        | 8位      |
| -------- | -------- | -------- | -------- | -------- | -------- | -------- | ---------- | -------- |
| 氏名     | 大島優子 | 柏木由紀 | 横山由依 | 宮澤佐江 | 渡辺麻友 | 岩佐美咲 | 永尾まりや | 北原里英 |
| オーラ数 | 196,208  | 181,990  | 177,112  | 160,775  | 140,006  | 130,691  | 122,475    | 106,106  |

### 第2回センター争奪バトルイベント
AKB48の楽曲「ありふれた愛」選抜メンバー
| 順位     | 1位       | 2位        | 3位        | 4位      | 5位      | 6位      | 7位      | 8位        |
| -------- | --------- | ---------- | ---------- | -------- | -------- | -------- | -------- | ---------- |
| 氏名     | 大島優子  | 篠田麻里子 | 大家志津香 | 柏木由紀 | 石田晴香 | 小嶋陽菜 | 板野友美 | 永尾まりや |
| オーラ数 | 1,192,263 | 1,183,023  | 1,103,491  | 836,774  | 801,614  | 795,636  | 750,687  | 715,438    |

### 第3回センター争奪バトルイベント
選抜メンバー
| 順位     | 1位        | 2位        | 3位        | 4位        | 5位        | 6位        | 7位        | 8位        |
| -------- | ---------- | ---------- | ---------- | ---------- | ---------- | ---------- | ---------- | ---------- |
| 氏名     | 大島優子   | 高橋朱里   | 倉持明日香 | 伊豆田莉奈 | 島崎遥香   | 松井珠理奈 | 高橋みなみ | 柏木由紀   |
| オーラ数 | 62,553,611 | 52,946,149 | 51,000,902 | 50,612,131 | 46,505,854 | 44,955,167 | 44,910,067 | 44,792,644 |

### 第4回センター争奪バトルイベント
上位16名のメンバー
| 順位     | 1位         | 2位         | 3位        | 4位        | 5位        | 6位        | 7位        | 8位        |
| -------- | ----------- | ----------- | ---------- | ---------- | ---------- | ---------- | ---------- | ---------- |
| 氏名     | 渡辺麻友    | 柏木由紀    | 石田晴香   | 北原里英   | 宮崎美穂   | 松井珠理奈 | 朝長美桜   | 永尾まりや |
| オーラ数 | 131,931,150 | 102,631,907 | 97,970,532 | 90,163,202 | 84,233,482 | 81,233,754 | 77,937,460 | 75,852,320 |
| 順位     | 9位         | 10位        | 11位       | 12位       | 13位       | 14位       | 15位       | 16位       |
| 氏名     | 宮脇咲良    | 島崎遥香    | 大島涼花   | 小嶋陽菜   | 小林香菜   | 山本彩     | 木﨑ゆりあ | 岩立沙穂   |
| オーラ数 | 61,157,916  | 60,969,311  | 58,340,605 | 50,132,958 | 44,805,238 | 42,635,219 | 34,527,730 | 33,208,886 |

### 第5回センター争奪バトルイベント
上位16名のメンバー
| 順位     | 1位         | 2位        | 3位        | 4位        | 5位        | 6位        | 7位        | 8位        |
| -------- | ----------- | ---------- | ---------- | ---------- | ---------- | ---------- | ---------- | ---------- |
| 氏名     | 白間美瑠    | 渡辺美優紀 | 大島涼花   | 川本紗矢   | 島崎遥香   | 山本彩     | 福岡聖菜   | 高橋朱里   |
| オーラ数 | 100,559,714 | 89,360,142 | 89,162,382 | 74,137,967 | 63,606,026 | 62,911,567 | 53,941,330 | 50,544,569 |
| 順位     | 9位         | 10位       | 11位       | 12位       | 13位       | 14位       | 15位       | 16位       |
| 氏名     | 木﨑ゆりあ  | 岩立沙穂   | 小嶋陽菜   | 渡辺麻友   | 高城亜樹   | 坂口渚沙   | 柏木由紀   | 矢吹奈子   |
| オーラ数 | 43,572,092  | 37,968,063 | 29,498,347 | 26,153,481 | 25,620,767 | 23,843,217 | 23,833,654 | 22,696,613 |

### 第6回センター争奪バトルイベント
上位16名のメンバー
| 順位 | 1位      | 2位      | 3位      | 4位      | 5位      | 6位        | 7位        | 8位      |
| ---- | -------- | -------- | -------- | -------- | -------- | ---------- | ---------- | -------- |
| 氏名 | 大島涼花 | 島崎遥香 | 宮脇咲良 | 渡辺麻友 | 川本紗矢 | 向井地美音 | 木﨑ゆりあ | 岩立沙穂 |
| 順位 | 9位      | 10位     | 11位     | 12位     | 13位     | 14位       | 15位       | 16位     |
| 氏名 | 高橋朱里 | 柏木由紀 | 白間美瑠 | 坂口渚沙 | 込山榛香 | 小栗有以   | 岡田彩花   | 村山彩希 |

## ゲームシステム

### ファイターカード
レアリティとして下位から順に、ノーマル (N) ・ノーマル＋ (N＋) ・レア (R) ・Sレア (SR) ・ゴッド (G) ・Sゴッド (SG) ・ゴールデンゴッド (GG) ・ウルトラゴッド (UG) ・Xゴッド（XG）の9種類のレアリティがある。「ダス」を回したり、「ミッション」や「イベント」を通じて獲得することができる。

### ユニット
攻撃ユニット
バトルで攻撃をしかける際に利用される。
ミッションやイベントなどでボスと闘う際に利用される。
1ユニットあたり7枚のカードを設定することが出来る。
防御ユニット
他ユーザーからバトルをしかけられた際に利用される。
1ユニットあたり7枚のカードを設定することが出来る。

### ミッション
「行動力」を消費して、与えられたミッションのクリアを目指すゲームモード。「行動力」は3分で1回復する。また、エリアの最後にはそのエリアのボスが登場し、ボス戦に勝利するとそのエリアはクリアしたことになる。ミッション進行中に、ランダムでセンターオーラを獲得できる。

### バトル
「攻撃コスト」を消費して、他のプレイヤーと対決する。勝利すると「センターオーラ」や「シークレットアイテム」「強化G」などを奪うことができる。敗北した場合「強化G」のみが対戦相手に奪われる。アイテム「ガチトラップ」を仕掛けると、「センターオーラ」や「シークレットアイテム」を奪われるのを阻止できる。

### イベント
定常的にイベントが開催されており、イベントの内容もレパートリーに富んだものとなっている。AKB48と連動したイベントが開催されることも多く、AKB48 32ndシングル選抜総選挙の際には、SKE48やNMB48など姉妹グループを含めた立候補者全246名の選挙ポスターがカードとして登場した。また、総選挙連動イベントとして、順位予想が、最終順位が1位から7位のメンバーを順位通りに完全的中させたユーザーには、限定カードが配布された。

### 強化
ファイター強化
カードを素材に強化を行うことにより、カードのレベルを上げることができる。カード毎にレベル上限が存在する。
スキル強化
同じメンバーのカードを素材にして強化を行うことにより、カードのレベルを上げることができる。スキルのレベル上限は10である。
限界突破
レベル上限に達したカードに対して「限界玉」とよばれるアイテムを利用することで、レベル上限を突破することができる。限界突破後のカードはレベルが再び1に戻るが、カードが持つ「攻撃・防御」の基礎値自体が上昇する。
限界突破後はレアリティにプラスが付く（例：「Sゴッド」のカードを進展させると「Sゴッド＋」となる）。

## 卒業・組閣時の対応
卒業あるいは完全移籍したAKB48メンバーのカードは新規では発行されず、推しメンとしても選べなくなるが、カード自体は引き続き使うことができ、ユニットに設定することができる。